# Tijuana in Blue
Tijuana in Blue és un grup de música format a Pamplona a mitjans dels anys 80, en l'eclosió del que s'anomenà Rock radical basc.

## Història
Grup format pels que en serien els seus dos cantants, Jimmy i Eskroto, que compartien un programa de l'encara existent ràdio local de Pamplona Eguzki Irratia, on també coincidiren amb el baixista, Xabier.
El primer àlbum el compartiren amb el grup de ska i reggae Potato. Després d'aquest, la formació original es dissolgué de mica en mica fins que finalment, el 1987 només en quedaven els dos fundadors. A partir d'aquí, ja amb una altra formació i fins a l'any 1992, gravaren tres àlbums més amb el segell Oihuka, i posteriorment, l'últim de la seva primera etapa, sense Eskroto.
En el 2002 el grup es tornà a reunir i donaren una sèrie de concerts fins al mes de desembre de 2003, quan ocorregué la inesperada mort d'Eskroto poc després del seu últim concert a la sala Artsaia, a Aitzoain. D'aquests concerts s'edità l'últim àlbum del grup.

## Components

### 1985 -
- Marco Antonio Sanz de Acedo "Eskroto": veu
- "Jimmy": veu
- Josune: percussió, cors
- Josean: guitarra, cors
- Rubén: bateria, cors
- Xabier Irisarri Xabi: baix, cors

## Discografia

### Àlbums
- Potato + Tijuana in Blue, 1986, Oihuka
- A bocajarro, 1988, Oihuka
- !Sopla, sopla!, 1989, Oihuka
- Sembrando el pánico, 1990, Oihuka
- Te apellidas fiambre, 1991
- Antes de perder el riego (directo), GOR discos, 2003, CD i DVD

### Altres
- Directo Barcelona (àlbum pirata), 1985
- En su punto (recopilatori), 1986-1990, Oihuka
- Verssioneando (Los Insoportables), 1991